# Война на дронове
„Война на дронове“ (на английски: Eye in the Sky) е британски военен филм от 2015 година на режисьора Гавин Худ по сценарий на Гай Хибърт. Филмът е посветен на Алън Рикман, който умира от рак на панкреаса повече от два месеца преди официалната премиера.

## Сюжет
В центъра на сюжета е група военни, която използва дронове за ликвидиране на терористична група в Източна Африка, но в хода на операцията установява, че поставя под риск невинни хора.
Основна пречка е малко момиче, което е изпратено от родителите си да продава хляб до набелязания за наблюдение и бомбардиране обект. Ръководството на операцията изпраща свой местен агент да закупи всичкия хляб, но непосредствено след покупката той е разкрит от местните военни и хуква да се спасява хвърляйки хляба на земята. Малката продавачка го събира и го предлага отново за продан. Но забавянето на операцията я прави критична и ръководството ѝ е изправено пред тежък морален избор.

## Актьорски състав
Главните роли се изпълняват от Хелън Мирън, Арън Пол, Алън Рикман, Бархад Абди, Джеръми Нортъм, Иън Глен.
| Актьор         | Роля                             |
| -------------- | -------------------------------- |
| Хелън Мирън    | Полковник Катрин Пауъл           |
| Алън Рикман    | Генерал-лейтенант Франк Бенсън   |
| Баркад Абди    | Джама Фара                       |
| Арън Пол       | Втори лейтенант Стийв Уатс       |
| Моника Долън   | Анджела Нортмън                  |
| Фийби Фокс     | Летец първи ранг Кари Гершън     |
| Джеръми Нортъм | Брайън Уудейл                    |
| Иън Глен       | Джеймс Уилет                     |
| Джон Хефернан  | Майор Хауърд Уеб                 |
| Бабу Сисей     | Сержант Муштаг Садик             |
| Ричърд Макаби  | Главния прокурор Джордж Матърсън |
| Вуси Кунене    | Майор Мойсей Овити               |